# Sông Ngã Ba Cái Tàu
Sông Ngã Ba Cái Tàu là một con sông đổ ra Sông Cái Lớn. Sông có chiều dài 72 km và diện tích lưu vực là km². Sông Ngã Ba Cái Tàu chảy qua các tỉnh Bạc Liêu, Hậu Giang, Kiên Giang.